# Feliksów (przystanek kolejowy)
Feliksów – dawny przystanek osobowy kolejki wąskotorowej w Feliksowie, w gminie Uchanie, w powiecie hrubieszowskim, w województwie lubelskim.